# Йохан Хьойзинха
Йохан Хьойзинха (на нидерландски: Johan Huizinga [ˈjoːɦɑn ˈɦœyzɪŋɣaː]) е нидерландски филолог, историк и културолог.

## Биография
Роден е в семейството на менонити. Майката, Якоба Тонкенс, умира твърде рано; бащата, Дирк Хьойзинха, отначало учи в духовна семинария, но се увлича от природните науки и става учител по физиология.
В гимназията Йохан Хьойзинха показва склонност към езиците (впоследствие той борави с осем езика, сред които санскрит, арабски, гръцки), увлича се от хералдика и нумизматика.
След гимназията, през 1891 г., Хьойзинха постъпва в Гронингенския университет, където изучава индоевропейски езици и през 1895 г. защитава научна степен. След това изучава сравнителна лингвистика в Лайпцигския университет и, след завръщането си през 1987 г. в Нидерландия, защитава дисертация върху ролята на шутовете (видушака) в индийската драма.
Започва работа като учител по история, през 1903 г. е доцент в Амстердамския университет, където преподава история на древноиндийската литература. От 1904 до 1915 г. е професор по история в Гронингенския университет, след което се премества в Лайденския университет, където става ръководител на катедрата по история, а по късно и ректор. Хьойзинха развива и активна обществена дейност — през 1938 г. той е избран за вицепрезидент на Международния комитет по културно сътрудничество към Лигата на нациите.
След германската окупация на Нидерландия през 1940 г. университетът в Лайден е закрит. През 1941 г. Йохан Хьойзинха произнася реч, в която остро критикува германското влияние върху холандската наука, заради което е арестуван и изпратен в концлагер. Благодарение на усилията на международната научна общественост 70-годишният Хьойзинха е освободен от концлагера през 1942 г., но не му е позволено да се завърне в Лайден — изпратен е в градчето Де Стеег, близо до Арнем, където умира на 1 февруари 1945 г.

## Научна дейност
Хьойзинха добива известност с книгата си Залезът на средновековието от 1919 г. В нея той акцентира особено върху културните елементи и настроения, като реално оспорва стандартната интерпретация на тази епоха; късното средновековие хронологично се застъпва с това което се нарича 'ренесанс' (възраждане), но в него Хьойзинха изтъква песимизма и чувството за упадък. Въпреки спорната теза, книгата е широко призната за постижение. Славата му по-нататък следва от развиваната културологична теза за ролята на игрите в цивилизацията. Идеята, която той разработва през 30-те години на 20 в., един неособено „игрив“ период от европейската история, бива представена в пълен вид през 1938 г. в книгата световноизвестна като Хомо луденс (Играещият човек).
Хьойзинха е автор още на изследване върху Еразъм Ротердамски (1924) и трудове върху холандската и американската история.
През 1972 г. при 100-годишнината от неговото раждане Лайденският университет учредява изнасянето на „Хьойзинхова лекция“, което е било поверявано на видни личности като Ноъм Чомски, Робърт Дарнтън, Карлос Фуентес и др.

## За него
- Willem Otterspeer, Reading Huizinga. Amsterdam University Press, 2010. ISBN 978-90-8964-180-9
- Jo Tollebeek, „At the crossroads of nationalism: Huizinga, Pirenne and the Low Countries in Europe“, European Review of History (2010) 17#2, pp. 187–215
- Donald R. Kelley, Fortunes of history. Historical inquiry from Herder to Huizinga. New Haven, Yale University Press, 2003. ISBN 0-300-09578-3
- Johan Huizinga 1872-1972. Papers delivered to the Johan Huizinga Conference Groningen 11-15 december 1972. Ed. by W.R.H. Koops ... [et al.] The Hague, Nijhoff, 1973. ISBN 90-247-1609-8
- Sean Farrell Moran, „Johan Huizinga, The Waning of the Middle Ages, and the Writing of History“, Michigan Academician XLII (2016): 410-22